# Богомолов Олександр Станіславович
Олександр Станіславович Богомолов (рос. Александр Станиславович Богомолов; 11 травня 1973, Чита — 24 листопада 2016, Назрань) — російський офіцер, полковник ФСБ. Герой Російської Федерації (посмертно).

## Біографія
В 1987 році закінчив 8 класів середньої школи. У 1990 році закінчив Мінське суворовське військове училище у складі 2-ї роти 3-го взводу (34 випуск).
У 1990—1994 роках — курсант Рязанського вищого повітрянодесантного командного училища, після закінчення якого призначений заступником командира розвідувальної роти 137-го парашутно-десантного полку (м. Рязань). Потім — на службі в органах державної безпеки Російської Федерації. Проходив службу у різних підрозділах спеціального призначення, зокрема у Управлінні «В» Центру спеціального призначення ФСБ Росії.
Був учасником миротворчої місії в Косово, подій на Дубровці («Норд-Ост») у жовтні 2002 року та у Беслані у вересні 2004 року. 
З 2013 року служив в Управлінні ФСБ Росії по Воронезькій області. Остання посада — начальник регіонального відділу спеціального призначення (РОСП) «Ворон». Неодноразово залучався до боротьби з національно-визвольними рухами Північного Кавказу. Двічі був поранений (одне з поранень — важке).
Ліквідований 24 листопада 2016 року інгуськими повстанцями в Назрані.
Похований на Ніколо-Архангельському кладовищі Москви.

## Нагороди
- Герой Російської Федерації (звання присвоєно Указом Президента Російської Федерації 1 березня 2017 «за мужність і героїзм, виявлені у виконанні військового обов'язку», посмертно).
- два ордени Мужності (19.01.1995; 14.10.1997);
- дві медалі «За відвагу»;
- дві медалі «За відмінність у спеціальних операціях» (ФСБ);
- медаль «За участь у контртерористичній операції» (ФСБ);
- медаль «За відмінність у військовій службі» (ФСБ) І, ІІ та ІІІ ступенів;
- Знак «парашутист-відмінник» за 100 стрибків.